# Hyperchirioides smilax
Hyperchirioides smilax är en fjärilsart som beskrevs av John Obadiah Westwood 1849. Hyperchirioides smilax ingår i släktet Hyperchirioides och familjen påfågelsspinnare. Inga underarter finns listade i Catalogue of Life.